# Scouting for All

Scouting for All est une organisation américaine de défense des droits individuels. 
Elle est classée comme organisation à but non lucratif, dont le but est de promouvoir la tolérance et la diversité culturelle au sein de Boy Scouts of America, notamment vis-à-vis de ses politiques relatives aux homosexuels et aux athées. 

## Histoire
L'organisation fut initialement fondée en 1993 par le leader scout Dave Rice, et un comité dont les membres étaient Mike Cahn, Bob Smith, Ken McPherson et Don Henry.
Relativement inactive durant ses premières années, elle connait un premier essor en 1997, à la suite d'une lettre rédigée par Steven Cozza, ancien Eagle Scout devenu depuis champion de cyclisme.
Le jeune homme, hétérosexuel, y critique les politiques de BSA's et pointe les contradictions entre les politiques d'ouverture revendiquées et le point de vue fermé des dirigeants de l'organisation vis-à-vis d'une interprétation littérale du Serment scout et de la Loi Scoute.
Il appelle l'organisation à réexaminer ses politiques et invite les scouts qui sont en accord avec lui à le contacter pour travailler ensemble à un changement des politiques. Il est de fait considéré généralement que Dave Rice, Steven Cozza et son père, Scott Cozza, sont les cofondateurs de Scouting for All.

## Scouting for All Rainbow Knot
Le Rainbow Knot, est un symbole porté par ceux qui expriment leur solidarité avec la cause défendue par Scouting For All. Il est généralement porté au-dessus de la poche gauche du short de l'uniforme, mais n'est pas reconnu comme emblème officiel de Boy Scouts of America.
L'emblème incorpore les couleurs bleues et argentées des emblèmes religieux du programme de Boy Scouts of America, le rouge et le bleu de l'emblème des Eagle Scouts et les couleurs de l'arc-en-ciel (d'où la dénomination Rainbow).
L'emblème fut aussi utilisé par la Coalition for Inclusive Scouting et par la ScoutPride.